# Cuore calmo
Cuore calmo è un singolo della cantautrice italiana Nathalie, pubblicato dalla Helikonia Edizioni nel febbraio 2006.

## Il brano
Cuore calmo è un inedito di Nathalie composto da lei sia nella musica che nelle parole; si tratta di un brano dal romanticismo torbido e noir. Si tratta di un brano introspettivo che propone una tematica legata personalmente all'artista, esposta in chiave rock con sfumature pop..
Il brano viene successivamente inserito nel primo album del 2011 Vivo sospesa.

## Tracce
Download digitale
1. Cuore calmo – 3:09 (Nathalie)